# 前受収益
前受収益（まえうけしゅうえき、deferred revenue）は、勘定科目の一つ。流動負債に区分される。

## 概要
前受収益は、一定の契約に従い、継続して役務の提供を行う場合に、いまだ提供していない役務に対して当期に前もって支払を受けた対価を計上するための経過勘定である。
前受利息、前受保険料、前受家賃、前受保証料等が該当する。
経過勘定なので、決算時に計上した前受収益は、翌期首に元の勘定科目に振戻仕訳を行う必要がある。

## 仕訳例
1月から半年間の家賃60万円を現金で受け取り、3月決算時に翌期分家賃に対して繰延べ仕訳をした。
（家賃受け取り時）
| 借方         | 貸方             |
| ------------ | ---------------- |
| 現金 600,000 | 受取家賃 600,000 |
（3月決算時）
| 借方             | 貸方             |
| ---------------- | ---------------- |
| 受取家賃 300,000 | 前受収益 300,000 |
（翌期首）
| 借方             | 貸方             |
| ---------------- | ---------------- |
| 前受収益 300,000 | 受取家賃 300,000 |